# Palacio de Enrique IV
El llamado Palacio de Enrique IV, también conocido como palacio de San Martín, casa de los Mercado-Peñalosa o palacio de la Reina Doña Juana, fue un conjunto palaciego mandado construir por Enrique IV de Castilla a partir de 1467 en el barrio de San Martín de la ciudad de Segovia, España. Para su edificación, el monarca adquirió diversas propiedades, entre ellas las casas de Ruy Díaz de Mendoza, un destacado personaje de la Segovia del siglo XV.
La construcción responde al tipo de palacio urbano del siglo XV. Con un carácter típicamente mudéjar se organiza de forma bastante anárquica en varios palacios comunicados e independientes entre sí, principalmente el del Rey y el de la Reina.
El palacio ocupaba la actual manzana de edificación comprendida entre las calles del Gobernador Llasera-plaza de la Reina Doña Juana- calle de Ildefonso Rodríguez y calle de Arias Dávila. El total de superficie ocupada por el conjunto palaciego sería de unos 6000 m². 
Aunque según la crónica de Enrique IV de Diego Enríquez del Castillo, capellán y cronista de Enrique IV, el rey y su esposa Doña Juana vivían ya en él 1467, su residencia oficial y centro de gobierno se mantuvo en el Alcázar de Segovia, donde la corte castellana estaba establecida. Según estudios recientes, el palacio de San Martín tuvo un uso más privado y marginal, sin llegar a convertirse en sede principal de la corte. Tras la muerte de Enrique IV en 1474, Isabel I de Castilla fijó también su residencia en el Alcázar de Segovia, desde donde ejerció sus funciones de gobierno. La historiografía académica, no documenta que Isabel utilizara el palacio urbano como residencia política relevante, situando en cambio los actos más significativos de su gobierno, como la firma de la Concordia de Segovia en 1475, en el Alcázar.
De hecho, en 1510 se divide la propiedad entre tres familias: la parte oriental pasa a ser propiedad de los Mercado con entrada por la plaza de la Reina Doña Juana; la central de los Barros con entrada por la plaza de los Espejos y la occidental, en origen los cuartos del rey, a la familia de los Porras y Bracamonte con entrada a la plaza de San Martín y a la calle de Arias-Dávila, donde la familia Barros fundó en a mediados del siglo XVI el Hospital de Nuestra Señora de la Concepción, comúnmente conocido como Hospital de Viejos. En 1836 pasó a albergar la Escuela Especial de Nobles Artes y la capilla empezó a utilizarse como biblioteca provincial. Hacia la década de 1960 el edificio fue arruinándose progresivamente, y en época reciente fue convertido en museo de la Diputación de Segovia.
La parte correspondiente al palacio de la reina, fue sede de la Santa Inquisición, pasando finalmente a manos de los Mercado-Peñalosa hacia 1600, que segregan la parte de la propiedad que daba a la plaza de los Espejos que pasará a manos de la familia Barros, construyendo una nueva portada de estilo clasicista a la plaza de la Reina Doña Juana, con los escudos de los Mercado-Peñalosa y Heredia. Conocemos por el dibujo de Avial de 1837, el aspecto la fachada del palacio a la plaza de los Espejos, constituida por una galería de doble altura flanqueada por dos cuerpos macizos, la inferior de tres vanos y la superior con siete arcos cegados decorados con siete esferas de cerámica vidriada, que dan nombre a la plaza.
En la actualidad, han sido muchas las intervenciones sufridas en lo que fuera el conjunto del Palacio, siendo escasísimos los restos conservados. Los vestigios más importantes se encuentran en el que fuera el Palacio de los Mercado-Peñalosa, las «casas de la 
reina». Se trata de un edificio organizado en torno a un patio porticado, con pilares ochavados de carácter toledano. De gran interés son las labores mudéjares en yeso que decoran los huecos. Los escudos de Castilla y Portugal con una decoración enriqueña, de bandas enroscadas formando círculos. Una sencilla escalera de carácter medieval ocupa parte de dos de las pandas del claustro. Las cámaras dispuestas en torno al patio con alfarjes de vigas y carreras policromadas con las armas reales de Castilla y León en las tabicas.
Desde 1998 alberga el Museo de Arte Contemporáneo Esteban Vicente.